# Tonalapa, Veracruz
Tonalapa är en ort i Mexiko.   Den ligger i kommunen Tehuipango och delstaten Veracruz, i den sydöstra delen av landet, 240 km öster om huvudstaden Mexico City. Tonalapa ligger 2 120 meter över havet och antalet invånare är 222.
Terrängen runt Tonalapa är kuperad. Runt Tonalapa är det ganska tätbefolkat, med 134 invånare per kvadratkilometer. Närmaste större samhälle är Tepecuitlapa, 1,7 km norr om Tonalapa. Omgivningarna runt Tonalapa är en mosaik av jordbruksmark och naturlig växtlighet.